# Tristana (película)
Tristana es una película de 1970 del director hispano-mexicano Luis Buñuel. Está basada en la novela homónima de Benito Pérez Galdós. Fue candidata al Óscar de Hollywood.

## Argumento
La acción se desarrolla en Toledo. Al morir sus padres, Tristana es confiada a don Lope, un donjuán en declive cuya época ya ha pasado, incapaz de aceptar su caducidad como seductor, Lope la seduce y Tristana se convierte en su amante desde los diecinueve años hasta los veintiuno pero ella, considerada por él como su hija y su mujer, le pide que la deje estudiar música y arte para poder independizarse. Tristana se enamora de Horacio, un pintor que también siente lo mismo por ella, y acaba yéndose a vivir con él a Madrid. Tristana sufre un cáncer de rodilla y como consecuencia tienen que amputarle una pierna. Horacio se desinteresa por ella y Tristana vuelve a Toledo y se casa con don Lope. Éste enferma. Víctima de una crisis nocturna, llama a Tristana para que le ayude. Tristana finge llamar por teléfono al doctor antes de abrir la ventana, cuando está nevando, para acelerar su muerte.

## Diferencias con la novela
En la novela el final no es  trágico. Tristana se casa con don Lope por conveniencia y a ella le es indiferente este hecho, dimite de  su ánimo de libertad e incluso encuentra una nueva afición: la repostería. Aunque el autor recalca que tal vez eran felices, es una probabilidad. En la película aquella no existe, muestra a una Tristana consumida por el rencor que obtiene su libertad dejando a don Lope morir de frío, concretamente abriendo la ventana de su habitación en un día de ventisca.

## Comentarios
Tristana, Nazarín y Halma (Viridiana en la película) son las tres novelas de Benito Pérez Galdós que Buñuel adaptó al cine. La película pasó a ser uno de esos proyectos largamente acariciados por Buñuel y constantemente aplazados. Hubo otras dos tentativas de realizarla: una en México en 1952, con Ernesto Alonso y Silvia Pinal al frente del reparto, y otra en 1962, que habría estado protagonizada por Rocío Dúrcal o Stefania Sandrelli.
Supuso la vuelta a España, por segunda y última vez, de Luis Buñuel, tras el escándalo de Viridiana.

## Reparto
- Catherine Deneuve - Tristana
- Fernando Rey - Don Lope Garrido
- Franco Nero - Horacio
- Lola Gaos - Saturna
- Antonio Casas - Don Cosme
- Jesús Fernández - Saturno
- Denise Menace - Armanda
- Vicente Solar - Don Ambrosio
- José Calvo - Campanero
- Fernando Cebrián - Dr. Miquis
- Antonio Ferrandis - Comprador
- José María Caffarel - Don Zenón
- Cándida Losada - Ciudadana
- Joaquín Pamplona - Don Joaquín
- María Paz Pondal - Muchacha
- Juanjo Menéndez - Don Cándido
- José Blanch - Comandante
- Sergio Mendizábal - Maestro

## Palmarés cinematográfico
Premios Óscar de 1970
| Categoría                          | Resultado |
| ---------------------------------- | --------- |
| Mejor película de habla no inglesa | Candidata |

Premios Fotogramas de Plata
| Categoría                        | Persona      | Resultado |
| -------------------------------- | ------------ | --------- |
| Mejor intérprete de cine español | Fernando Rey | Ganador   |
| Mejor intérprete de cine español | Lola Gaos    | Candidata |

Medallas del Círculo de Escritores Cinematográficos
| Categoría      | Persona        | Resultado |
| -------------- | -------------- | --------- |
| Mejor película | Mejor película | Ganadora  |
| Mejor director | Luis Buñuel    | Ganador   |
| Mejor actor    | Fernando Rey   | Ganador   |

Premios San Jorge
| Categoría      | Persona        | Resultado |
| -------------- | -------------- | --------- |
| Mejor película | Mejor película | Ganadora  |
| Mejor actor    | Fernando Rey   | Ganador   |

Otros
- Premio del Sindicato Nacional del Espectáculo: Mejor interpretación (Lola Gaos).
- Premios ACE (Nueva York): Mejor actor (Fernando Rey).[2]